# Bojana (Čazma)
Bojana is een plaats in de gemeente Čazma in de Kroatische provincie Bjelovar-Bilogora. De plaats telt 182 inwoners (2001).